# Manhunter: New York
Manhunter: New York è un videogioco d'avventura post-apocalittico progettato da Barry Murry, Dave Murry e Dee Dee Murry per la software house Evryware e pubblicato nel 1988 da Sierra On-Line.
Nel 1989 venne pubblicato un seguito, Manhunter 2: San Francisco.

## Trama
All'inizio del videogioco viene mostrato lo skyline di New York nel 2002, raffigurandolo mentre viene attaccato da una forza misteriosa. Il gioco principale è ambientato nel futuristico anno 2004, in cui la Terra è stata ridotta in schiavitù da una razza di alieni, gli Orbs. Simili a giganteschi bulbi oculari fluttuanti, essi hanno impiantato a tutti gli esseri umani dei dispositivi di localizzazione globale, li hanno costretti a indossare abiti anonimi e hanno proibito loro di parlare e di comunicare. Il protagonista è stato incaricato dagli Orbs di rintracciare altri umani che si ritiene stiano formando una resistenza sotterranea. Nel corso del gioco, il giocatore scopre che gli Orb non sono i governanti benevoli che sostengono di essere, ma che in realtà stanno raccogliendo esseri umani come fonte di cibo, quindi passa alla resistenza e lavora per rovesciare la tirannia degli Orbs. Per ottenere ciò dovrà lottare contro il suo rivale Phil, il quale sta uccidendo i membri della resistenza. Il videogioco si conclude con il giocatore che pilota una navicella degli Orb e bombarda varie località di Manhattan, prima che Phil scappi, inseguito dal giocatore. Il finale getta le basi per la trama di Manhunter 2: San Francisco.

## Sviluppo
Manhunter: New York venne realizzato tramite lo strumento di sviluppo Adventure Game Interpreter (AGI) di Sierra. Il videogioco era molto diverso dagli altri titoli sviluppati con AGI, poiché non utilizzava un parser di testo, incorporava una prospettiva in prima persona anziché in terza e presentava una rudimentale interfaccia punta e clicca. La grafica cruda (a volte cruenta), l'interfaccia unica e l'impiego di luoghi reali di New York hanno contribuito a distinguerlo dagli altri titoli Sierra, che erano tipicamente più adatti alle famiglie.
La versione Apple II di Manhunter consente di saltare il labirinto delle fogne, poiché i limiti di memoria impedivano di salvare i progressi del giocatore in quella sezione.

## Accoglienza
Il videogioco vendette più di 100.000 copie.

## Recensioni
- Isaac Asimov's Science Fiction Magazine v13n06 (1989 06) [2]
- Games n. 98 [3]